# Лисјен Бис
Лисјен Бис (фр. Lucien Buysse, 11. септембар 1892 — 3. јануар 1980) бивши је белгијски професионални бициклиста у периоду од 1913. до 1934. године, са паузом током Првог светског рата. Највећи успех у каријери остварио је 1926. године, освајањем Тур де Франса.

## Каријера
Лисјен Бис је почео каријеру 1913. године, а први успех му је освајање трке Брисел—Лијеж, а затим је освојио Тур Белгије за аматере. 1914. је возио свој први Тур де Франс, али је морао да га напусти током десете етапе.
Његова каријера је била прекинута за време трајања Првог светског рата, а вратио се бициклизму 1919. године и најзначајнији резултат му је било треће место на трци Стразбур—Париз. Ни 1920. није успио да забиљежи победу. Освојио је по треће место на Туру Белгије и на Париз—Рубеу, а затим друго место на Лијеж—Бастоњ—Лијежу.
На Тур де Франс се вратио 1923. године, када је завршио на осмом месту, уз једну етапну победу. Наредне године није остварио ниједну победу, а на Тур де Франсу је освојио треће место. 1925. освојио је друго место на Туру и једну етапу.
Тур де Франс 1926. био је најдужи у историји (5.745 км), са 17 етапа. Буисе је узео жуту мајицу након што је напао у Пиринејима на десетој етапи, стекавши скоро сат времена испред сувозача и двоструког шампиона Отавија Ботекје. Буисе је стигао у Париз као победник, без обзира што је изгубио ћерку за време трајања трке.
Наредне две године није учествовао на Тур де Франсу, а највећи успех му је друго место на Туру Баскијске земље и освојена етапа. 1929. дошао је на Тур, али га је напустио током десете етапе. Покушао је и наредне године, али је опет морао да се повуче, овога пута током етапе 16.
Бис је наставио да вози самостално још четири године, али није имао запажених резултата.